# Лукина (село, Байкаловский район)
Лукина — село в Байкаловском районе Свердловской области. Входит в состав Краснополянского сельского поселения. Управлялась Шадринским сельским советом.

## География
Населённый пункт расположен на правом берегу реки Шавушка в 27 километрах на северо-запад от села Байкалово — административного центра района.

### Часовой пояс
Лукина, как и вся Свердловская область, находится в часовой зоне МСК+2. Смещение применяемого времени относительно UTC составляет +5:00.

## История
С 1 октября 2017 года согласно областному закону N 35-ОЗ статус изменён с деревни на село, а Шадринский сельсовет упразднён.

## Население
| 2002 | 2010 | 2021 |
| ---- | ---- | ---- |
| 228  | ↘192 | ↘154 |

## Инфраструктура
Село разделено на две улицы (Лесная, Победы). Также через село проходит улица Зелёная.